# Винона Лејк (Индијана)
Винона Лејк (енгл. Winona Lake) град је у америчкој савезној држави Индијана.

## Демографија
По попису из 2010. године број становника је 4.908, што је 921 (23,1%) становника више него 2000. године.
| Група             | 2000.         | 2010.         |
| Белци             | 3.556 (89,2%) | 4.361 (88,9%) |
| Афроамериканци    | 30 (0,8%)     | 74 (1,5%)     |
| Азијати           | 34 (0,9%)     | 50 (1,0%)     |
| Хиспаноамериканци | 330 (8,3%)    | 365 (7,4%)    |
| Укупно            | 3.987         | 4.908         |